# Makunino (obwód smoleński)
Makunino (ros. Макунино) – wieś (ros. деревня, trb. dieriewnia) w zachodniej Rosji, w osiedlu wiejskim Titowszczinskoje rejonu diemidowskiego w obwodzie smoleńskim.

## Geografia
Miejscowość położona jest przy drodze regionalnej 66K-11 (R120 / Olsza – Diemidow – Wieliż – granica z obwodem pskowskim), 3 km od centrum administracyjnego osiedla wiejskiego (Titowszczina), 3,5 km od centrum administracyjnego rejonu (Diemidow), 65 km od stolicy obwodu (Smoleńsk), 31 km od granicy z Białorusią.
W granicach miejscowości znajduje się ulica Wieliżskaja (16 posesji).

## Demografia
W 2010 r. miejscowość zamieszkiwało 9 osób.

## Historia
W czasie II wojny światowej od lipca 1941 roku wieś była okupowana przez hitlerowców. Wyzwolenie nastąpiło we wrześniu 1943 roku.